# Ossian Gyllenberg
Emil Axel Ossian Gyllenberg, född 17 november 1884 i Malmö, död 12 november 1943 i Malmö, var en svensk landskapsmålare. Han var bror till astronomen Walter Gyllenberg.
Han var son till direktören Emil August Gyllenberg och Anna Nilsson och från 1931 gift med Bessie Eriksson. Gyllenberg studerade i Köpenhamn och under resor i Västeuropa. Han slog sig ned i sin födelsestad Malmö där han var verksam och deltog i det skånska konstlivet. Han hämtade sina motiv från slätten och byarna, som han återgav med observationsförmåga och finkänslighet i avseende på linjer och lufttoner. Gyllenberg är representerad vid Moderna museet i Stockholm, Lunds universitets konstmuseum, Helsingborgs museum, Landskrona museum, Tomelilla museum och med ett tiotal verk vid Malmö museum. Han är begravd på Östra kyrkogården i Malmö.